# Халіл Алтинтоп
Халі́л Алтинто́п (тур. Halil Altıntop; нар. 8 грудня 1982, Гельзенкірхен, Німеччина) — турецький футболіст, нападник, гравець чеської «Славії» та національної збірної Туреччини. Має брата-близнюка Хаміта, який виступає за «Дармштадт».

## Ранній етап кар'єри
Халіл Алтинтоп народився в Гельзенкірхені. Перші футбольні кроки почав робити в клубах «Шварц-Вайс Гельзенкірхен» і «Ротхаузен». У 1997 році 15-річний Халіл перейшов у молодіжну команду «Ватеншайд 09». Через три роки став гравцем основної команди. Паралельно разом з ним грав його брат — Хаміт Алтинтоп.